# Michael Dokes
Michael Marshall Dokes (Akron, 10 agosto 1958 – Akron, 11 agosto 2012) è stato un pugile statunitense, campione del mondo WBA dei pesi massimi tra il 1982 e il 1983. Medaglia d'argento ai Giochi panamericani del 1975.

## Biografia

### Carriera dilettantistica
Nel 1974, a nemmeno sedici anni, Michael Dokes vinse i Campionati nordamericani e raggiunse la finale dei pesi mediomassimi del National Golden Gloves e del campionato nazionale AAU. In tale occasione cedette soltanto a Leon Spinks futuro campione olimpico dei mediomassimi e campione del mondo dei massimi a spese di Muhammad Ali.
L'anno dopo si aggiudicò il campionato nazionale AAU dei pesi massimi. Ai VII Giochi panamericani di Città del Messico (1975) batté in semifinale il giamaicano Trevor Berbick, futuro campione mondiale WBC dei pesi massimi. Perse soltanto in finale contro il fuoriclasse cubano Teofilo Stevenson, costringendolo però al verdetto ai punti (0-5). 
Nel 1976 si aggiudicò il National Golden Gloves dei pesi massimi battendo il futuro campione del mondo John Tate, con il quale, però, perse successivamente lo spareggio per rappresentare gli USA alle Olimpiadi di Montreal (1976).

### Carriera professionistica
Il 15 ottobre 1976, a Hollywood, Dokes esordì da professionista contro Al Byrd vincendo per abbandono al secondo round. Seguirono altri 26 match tutti vinti tranne un pari ottenuto con decisione controversa a San Juan contro Ossie Ocasio che, nel successivo incontro, resistette solo 2:33 ai pugni del pugile dell'Ohio.
Il 13 novembre 1982, quattro settimane dopo il fatale match tra Ray Mancini e Kim Duk Koo, nello stesso Caesars Palace, Michael Dokes ottenne la sua prima chance mondiale per il titolo WBC contro il connazionale Mike Weaver. Il match fu fermato per dopo soli 63 secondi con l'assegnazione della vittoria per Knock-out tecnico in favore dello sfidante che conquistò la cintura mondiale. L'arbitro ammise di aver interrotto così presto perché la Commissione atletica dello Stato del Nevada aveva ingiunto agli arbitri di assicurarsi prioritariamente delle condizioni di salute dei pugili, alla luce di quanto era accaduto nell'incontro Mancini-Kim.
Fu perciò decisa la rivincita del match, che fu combattuta il 20 maggio 1983 a Las Vegas. L’incontro terminò con un ininfluente pari che consentì a Dokes di mantenere il titolo. Uno dei tre giudici aveva però visto Dokes vincitore con netto margine.
Il 23 settembre 1983 a Richfield (Ohio), Dokes finì KO al decimo round sotto i pugni del sudafricano Gerrie Coetzee che gli strappò la cintura mondiale. La rivista statunitense Ring Magazine nominò il match sorpresa dell’anno del 1983, ritenendolo quello conclusosi nel modo più contrario alle aspettative generali.
Seguirono altri dieci match vinti nei successivi quattro anni e mezzo. Il 28 aprile 1988 Dokes conquistò il titolo continentale WBC delle Americhe battendo James Pritchard per KOT al settimo round. Lo difese una volta vittoriosamente poi dovette cederlo all'ex campione del mondo dei pesi massimi leggeri Evander Holyfield che, l'11 marzo 1989, lo batté per KOT al decimo round. 
Dopo altri 14 match, con una sola sconfitta, il 6 febbraio 1993 Dokes ritentò di conquistare il titolo WBA e IBF dei pesi massimi ma fu sconfitto da Riddick Bowe per knock-out tecnico a 2:19 della prima ripresa.
Concluse la sua carriera l'11 ottobre 1997 dopo altri cinque match con tre vittorie e due sconfitte. Nel 1998 la rivista Ring Magazine lo ha collocato al 50º posto in una classifica dei migliori pesi massimi di tutti i tempi.

### Dopo il ritiro
Successivamente al ritiro Michael Dokes è incorso in alcune condanne per tentato omicidio e altri reati, compreso la violenza sessuale nei confronti della sua ex compagna. Ha trascorso otto anni in prigione nel periodo 2000-2008. È morto nel 2012 all'età di 54 anni per un tumore al fegato.